# Антеноситикус
Антеноситикус (лат. Antenociticus) је минорно келтско божанство. Био је описиван као младић тршаве косе.

## Легенде
Сматра се да је Антеноситикус заправо некада био човек, римски генерал, страдао код Хадријановог зида где се налази и једини олтар посвећен њему. Након тога је проглашен божанством и поштован је његов дух.